# Asura septemmaculata
Asura septemmaculata là một loài bướm đêm thuộc phân họ Arctiinae, họ Erebidae.